# Karolina Półrola
Karolina Półrola (ur. 4 kwietnia 1989) – polska lekkoatletka specjalizująca się w biegach średniodystansowych.

## Kariera
Halowa mistrzyni Polski w biegu na 3000 metrów (Toruń 2015) oraz brązowa medalistka mistrzostw Polski w sztafecie 4 × 400 metrów (Bydgoszcz 2011). 
Rekordy życiowe:
| Konkurencja                   | Data i miejsce            | Wynik   |
| ----------------------------- | ------------------------- | ------- |
| bieg na 800 metrów (stadion)  | 20 lipca 2014, Sopot      | 2:03,80 |
| bieg na 800 metrów (hala)     | 15 lutego 2015, Toruń     | 2:04,57 |
| bieg na 1000 metrów (stadion) | 25 maja 2014, Mikołów     | 2:43,75 |
| bieg na 1000 metrów (hala)    | 1 lutego 2015, Spała      | 2:43,81 |
| bieg na 1500 metrów (stadion) | 6 czerwca 2015, Ratyzbona | 4:11,18 |
| bieg na 1500 metrów (hala)    | 22 lutego 2015, Toruń     | 4:16,45 |
| bieg na 3000 metrów (stadion) | 27 maja 2015, Salzburg    | 9:22,08 |
| bieg na 3000 metrów (hala)    | 21 lutego 2015, Toruń     | 9:21,37 |